# Хасан аль-Банна
Шейх Хасан бін Ахмад бін ‘Абду-р-Рахман аль-Банна (араб. حسن أحمد عبد الرحمن محمد البنا Ḥasan Aḥmad ʿAbd ar-Raḥmān Muḥammad al-Bannā; 14; нар. 14 жовтня 1906, Махмудія, Бухейра, Єгипет — 12 лютого 1949, Каїр), відомий як Хасан аль-Банна (араб. حسن البنا) — єгипетський політичний діяч, ісламський проповідник і реформатор.
Він — засновник партії й міжнародного (в першу чергу, арабського) релігійно-політичного руху-асоціації «Брати мусульмани».
Погляди визначного ідеолога ісламського політичного руху, засновника асоціації «Брати мусульмани» єгиптянина Хасана аль-Банни (1906—1949) і дотепер викликають інтерес як в середовищі ісламських науковців та політиків так і в колах неісламських науковців та дослідників.
У своїй ідеологічній концепції та політичній діяльності Аль-Банна спирався на принцип таухіда і вважав додержання його у будь чому необхідною умовою. Він вважав іслам унікальним і універсальним суспільним порядком, що визначає всі основні аспекти людському життя. Гаслом асоціації «Братів мусульман» став девіз: «Аллах наш Бог, Пророк наш вождь, джихад наш шлях, смерть в ім'я Аллаха наше вище прагнення». Аль-Банна стверджував, що ісламська громада повинна жити за шаріатом, у Корані проголошується братерство людей, що належать до різних рас і націй, їх згуртованість, економічна рівність і рівність можливостей, неприпустимість експлуатації людини людиною, відсутність бідності й неграмотності.
Ідеалом суспільно-політичного устрою для аль-Банни була держава праведних халіфів, у якій, на його думку, були повністю реалізовані особливості ісламу як релігії і соціальної системи. Емблема асоціації «Братів мусульман», — Коран над схрещеними шаблями, — надає в справі поширення Ісламу пропаганді ісламських цінностей пріоритет над насильством. Однак якщо всі інші методи переконання вичерпані й існує повна впевненість, що застосування сили принесе користь релігії і єдності умми, можливий перехід і до збройного протистояння.
Аль-Банна писав: «Брати готові служити тому уряду, який спирається на шаріат. Але вони готові також „вирвати владу“ з рук тих, хто не бажає підкорятися волі Аллаха».